# Austin (Texas)
Austin is de hoofdstad van de Amerikaanse staat Texas. Anno 2020 heeft de stad naar schatting 961.855 inwoners, de agglomeratie 2.283.371.
De stad ligt aan de rivier de Colorado, niet te verwarren met de – veel bekendere – gelijknamige Colorado in het Westen van de Verenigde Staten. Belangrijke bedrijvigheden zijn metaalindustrie, voedingsindustrie en houtbewerking. De stad heeft meerdere universiteiten, waaronder de enorme hoofdcampus van de Universiteit van Texas, met 50.000 studenten. Austin is een belangrijk centrum geworden van moderne technologie. Mede door de aanwezigheid van de universiteiten heeft de stad veel cafés en restaurants. Een bekende bezienswaardigheid is Lady Bird Johnson Wildflower Center, een botanische tuin die zich geheel richt op inheemse planten van de Verenigde Staten.
Er wonen veel musici in Austin, hoofdplaats van de countryrock. Jaarlijks wordt er het grote muziekfestival South by Southwest gehouden.
De stad staat bekend als een relatief progressieve stad in de verder zeer conservatieve staat.
Bekende inwoners van Austin zijn de wielrenner Lance Armstrong, actrice Sandra Bullock, acteur Matthew McConaughey en de in 1990 overleden bluesrock zanger/gitarist Stevie Ray Vaughan.

## Demografie
Van de bevolking is 6,7 % ouder dan 65 jaar. Ze bestaat voor 32,8 % uit eenpersoonshuishoudens. De werkloosheid bedraagt 2,2 % (cijfers volkstelling 2000). Ongeveer 65,4 % van de bevolking van Austin is blank, 30,5 % bestaat uit hispanics of latino's, 10 % is van Afrikaanse oorsprong en 4,7 % van Aziatische oorsprong. Het aantal inwoners steeg van 494.290 in 1990 naar 656.562 in 2000.

## Geschiedenis
In 1835 werd de stad opgericht onder de naam ‘Waterloo’. Die naam werd echter in 1838, ter ere van Stephen F. Austin, de oprichter van de onafhankelijke Republiek van Texas, hernoemd. Sinds 1839 is Austin de hoofdstad van Texas.
Tijdens de periode 1881-1888 werd het Texas State Capitol gebouwd, dit was destijds het zevende hoogste gebouw van de wereld. Het is 6m hoger dan het Capitool in Washington DC.
Sinds 1947 is Austin de zetel van een rooms-katholiek bisdom.

## Economie en infrastructuur
De grootste werkgevers in de stad zijn Dell, Facebook, Google, AMD, NXP Semiconductors (een spin-off van Philips, IBM, Wincor Nixdorf, Apple, National Instruments, Hewlett-Packard, Samsung en Ebay). Omwille van deze accumulatie van bedrijven wordt Austin (naar analogie met Silicon Valley en tevens als verwijzing naar het heuvelachtige landschap) Silicon Hills genoemd. Daarnaast zijn er verschillende videogame-ontwikkelaars in de regio, zoals Electronic Arts en Blizzard Entertainment.
Sinds 1987 vindt jaarlijks in maart het media- en technologiefestival South by Southwest plaats, waar nieuwe ontwikkelingen op gebied van muziek, film, maatschappij en technologie worden gepresenteerd en besproken. In oktober is er het jaarlijkse Austin City Limits Festival met talrijke concerten.
De grootste luchthaven van Austin werd in 1999 geopend: de Austin-Bergstrom International Airport. Ze bevindt zich op ongeveer 8 km ten zuidoosten van het stadscentrum. Austin wordt beschouwd als zeer jonge en dynamische stad met op dit moment de hoogste groeitempo op jaarbasis van de V.S.
Bijzonder is dat in de wijk Mueller in de jaren 2010 de straten naar Nederlands voorbeeld zijn heringericht met rode fietspaden naast de hoofdwegen, kruispunten met vluchtheuvels en groenstroken die tussen de weg en het fietspad liggen.  De stad heeft zich ten doel gesteld voor 2025 over 650 kilometer aan fietspaden te beschikken.

## Klimaat
Austin heeft een vochtig subtropisch klimaat, gekenmerkt door hete zomers met vochtige winden uit de Golf van Mexico en milde winters. De meeste neerslag valt vooral in de lente. De stad geniet van ongeveer 2650 uren zonneschijn per jaar. In januari is de gemiddelde temperatuur 9,3 °C, in juli is dat 29,2 °C. Jaarlijks valt er gemiddeld 809,8 mm neerslag (gegevens op basis van de meetperiode 1961-1990).

## Sport
Austin heeft geen sportploeg in een van de vier grootste Amerikaanse profsporten. Wel is Austin FC in 2021 toegetreden tot de Major League Soccer, de hoogste Amerikaanse voetbalcompetitie. Austin FC speelt haar thuiswedstrijden in het Q2 Stadium.
Sinds 2012 wordt op het bij Austin gelegen Circuit of the Americas de Grand Prix Formule 1 van de Verenigde Staten verreden. De Nederlander Max Verstappen en Brit Lewis Hamilton wonnen er meermaals.

## Bekende inwoners van Austin

### Geboren
- Teddy Wilson (1912–1986), jazz-pianist
- Elaine Anderson (1914–2003), actrice
- Zachary Scott (1914–1965), acteur
- Alan Lomax (1915–2002), folklorist en musicoloog
- Nellie Connally (1919-2006), first lady van Texas
- Damita Jo (1930–1998), r&b-zangeres
- Dabney Coleman (1932-2024), acteur
- Jay Arnette (1938), basketballer
- Larry Laudan (1941-2022), filosoof
- Tobe Hooper (1943–2017), filmregisseur
- Dusty Rhodes (1945–2015), worstelaar
- John Varley (1947), sciencefictionschrijver
- Kenneth Cockrell (1950), astronaut
- Joe Johnston (1950), filmregisseur, filmproducent en artdirector
- Ben Crenshaw (1952), golfer
- Jay O. Sanders (1953), acteur
- Carly Fiorina (1954), bedrijfsleider en politica
- Eric Johnson (1954), gitarist en componist
- Steve Kloves (1960), scenarioschrijver
- Tom Ford (1961), modeontwerper, filmregisseur, producent en scenarioschrijver
- Timothy Kopra (1963), astronaut
- Stone Cold Steve Austin (1964), worstelaar
- Michelle Forbes (1965), actrice
- Bart Bowen (1967), wielrenner en veldrijder
- Ethan Hawke (1970), filmacteur, regisseur en schrijver
- Ricardo Antonio Chavira (1971), acteur
- Angela Bettis (1973), actrice
- Ronna Romney McDaniel (1973), politicus
- Nelly (1974), rapper en hiphopartiest
- Benjamin McKenzie (1978), acteur
- Bryan Clay (1980), meerkamper
- Mehcad Brooks (1980), acteur
- Paul London (1980), worstelaar
- Bobby Boswell (1983), voetballer
- Marshall Allman (1984), acteur
- Gary Clark jr. (1984), gitarist en acteur
- Sarah Hagan (1984), actrice
- Ciara (1985), zangeres
- Amber Heard (1986), actrice
- Austin Amelio (1988), acteur
- Glen Powell (1988), acteur
- Dakota Johnson (1989), actrice en fotomodel
- Grace Phipps (1992), actrice
- Angus T. Jones (1993), acteur
- Coby Carrozza (2001), zwemmer

## Galerij

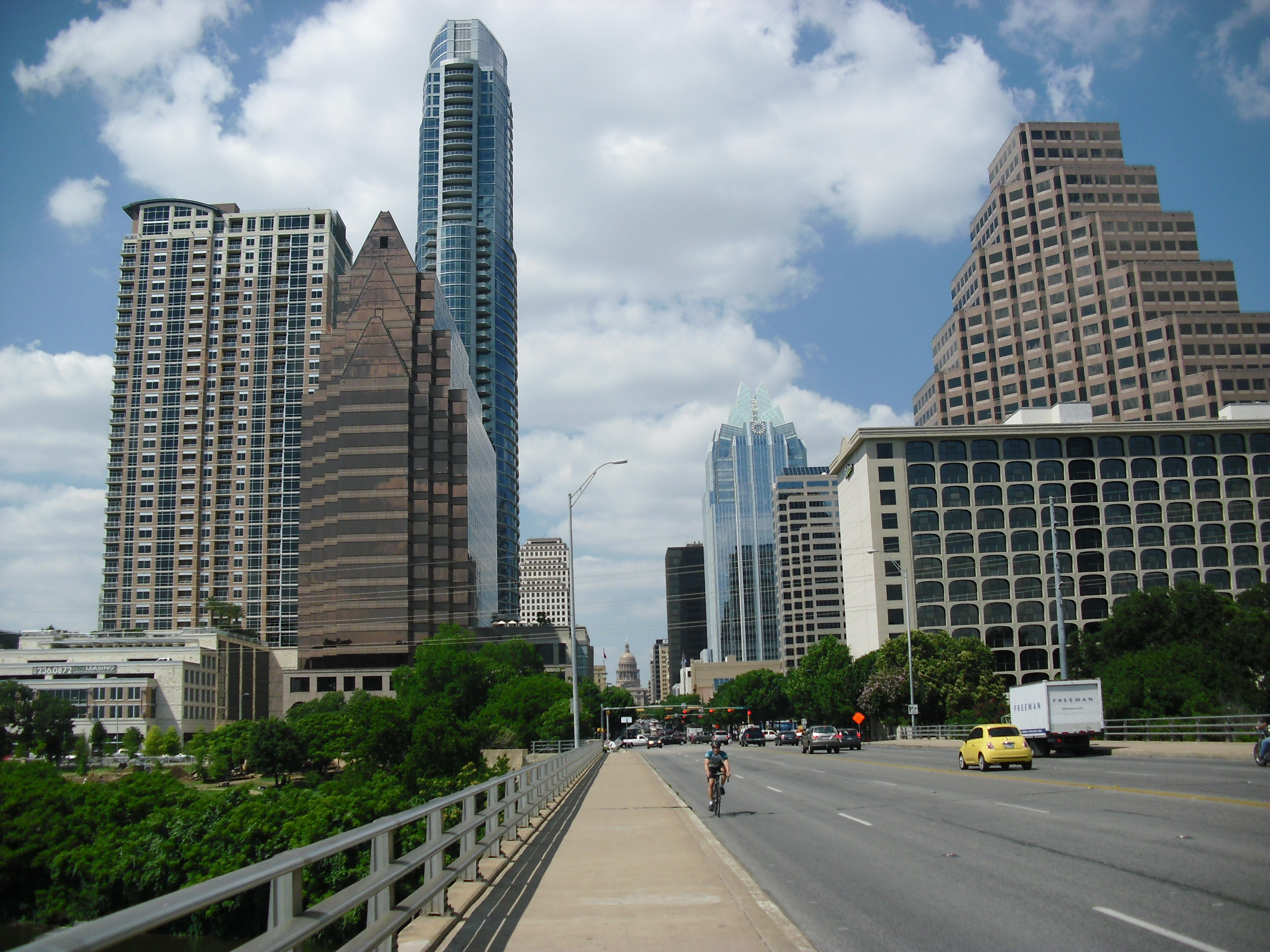
Downtown Austin met de Texas State Capitole op de achtergrond
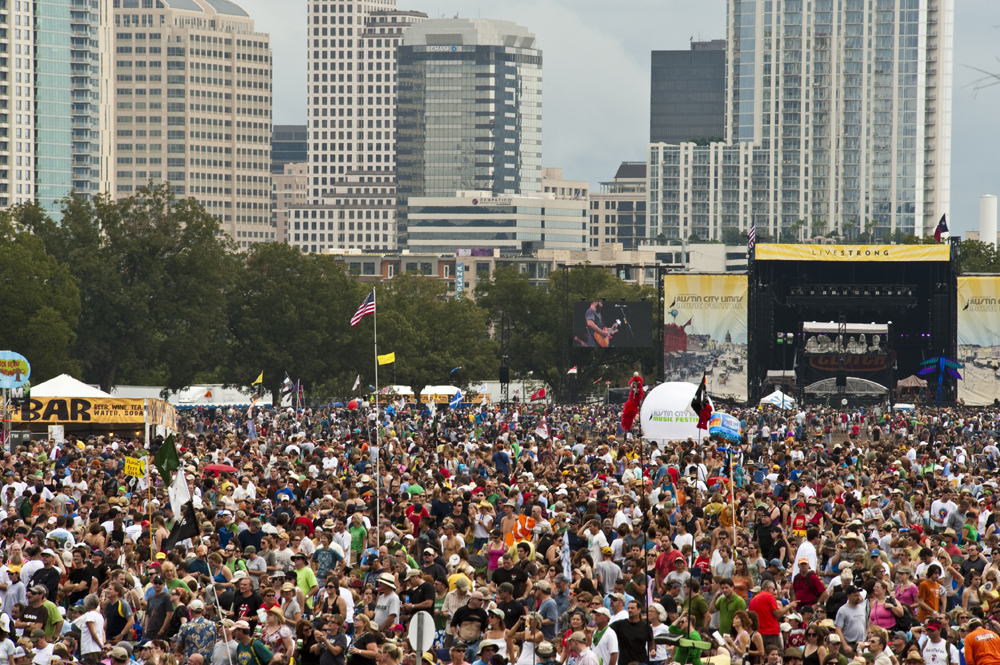
Austin City Limits Music Festival
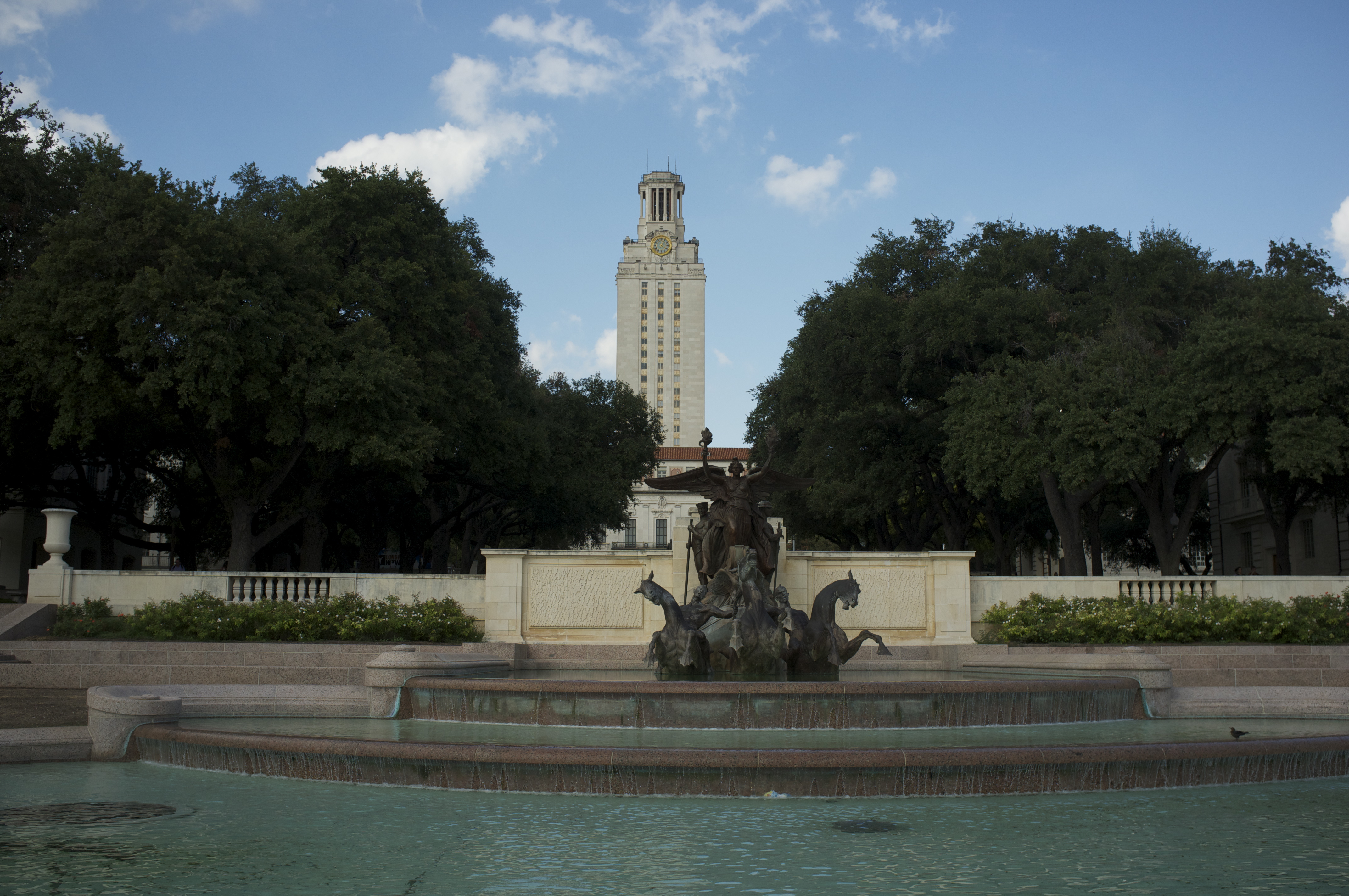
The University of Texas at Austin